# Xiaomi Redmi Note 3
Xiaomi Redmi Note 3 é um smarphone desenvolvido pela Xiaomi Inc. como parte da linha de smartphones Redmi de baixo custo da Xiaomi.
O Xiaomi Redmi Note 3 usa o sistema operacional MIUI.
O Xiaomi Redmi Note 3 tem um processador octa-core MTK Helio X10, 5,5 polegadas com resolução de 1080p, com 2GB / 3GB de memória interna, e está disponível em versões de 16GB / 32GB, e roda o sistema operacional MIUI 7, atualizável para MIUI 8. Há também a variante PRO, que tem como processador o Qualcomm Snapdragon 650. No entanto, este último terminal não suporta a função Quick Charge da Qualcomm.